# Nickelodeon Kids’ Choice Awards 2020
33. gala Nickelodeon Kids’ Choice Awards (oficjalnie zatytułowany jako Nickelodeon’s Kids’ Choice Awards 2020: Celebrate Together) odbyła się wirtualnie 2 maja 2020 na amerykańskim Nickelodeon. Prowadzącą wirtualną galę była amerykańska aktorka i piosenkarka Victoria Justice, znana z roli Tori Vegi w serialu Victoria znaczy zwycięstwo. Jest to pierwsza ceremonia, która odbyła się wirtualnie z powodu szerzącej się pandemii wirusa SARS-CoV-2. Transmisja z wirtualnej gali była transmitowana na kanale Nickelodeon Polska z MTV Polska w środę 13 maja 2020.
Pierwotnie gala miała odbyć się 22 marca 2020, a prowadzącym galę miał być amerykański raper Chance the Rapper. Gala po raz dwunasty miała być transmitowana na kanale Nickelodeon Polska z MTV Polska, a transmisja miała odbyć się w poniedziałek 23 marca 2020.

## Prowadzący
- Victoria Justice

## Nominacje
Nominacje zostały oficjalnie potwierdzone dnia 13 lutego 2020 przez Annie i Hayley LeBlanc z kanału YouTube.

### Film
| - Aladyn - Avengers: Koniec gry (wygrana) - Kapitan Marvel - Jumanji: Następny poziom - Joker - Spider-Man: Daleko od domu - Gwiezdne wojny: Skywalker. Odrodzenie - Chris Evans jako Steve Rogers / Kapitan Ameryka z filmu Avengers: Wojna bez granic - Kevin Hart jako Franklin "Mouse" Finbar z filmu Jumanji: Następny poziom - Chris Hemsworth jako Thor z filmu Avengers: Koniec gry oraz Henry / Agent H z filmu Men in Black: International - Tom Holland jako Peter Parker / Spider-Man z filmu Spider-Man: Daleko od domu - Dwayne Johnson jako doktor Xander "Smolder" Bravestone z filmu Jumanji: Następny poziom oraz Luke Hobbs z filmu Szybcy i wściekli: Hobbs i Shaw (wygrana) - Will Smith jako Dżin z filmu Aladyn - Dove Cameron jako Mal z filmu Następcy 3 (wygrana) - Scarlett Johansson jako Natasha Romanoff / Czarna Wdowa z filmu Avengers: Koniec gry - Angelina Jolie jako Maleficent / Czarownica z filmu Czarownica 2 - Brie Larson jako Carol Danvers / Kapitan Marvel z filmów Avengers: Koniec gry oraz Kapitan Marvel - Taylor Swift jako Bombalurina z filmu Koty - Zendaya jako MJ z filmu Spider-Man: Daleko od domu - Robert Downey Jr. jako Tony Stark / Iron Man - Chris Evans jako Steve Rogers / Kapitan Ameryka - Chris Hemsworth jako Thor - Tom Holland jako Peter Parker / Spider-Man (wygrana) - Scarlett Johansson jako Natasha Romanoff / Czarna Wdowa - Brie Larson jako Carol Danvers / Kapitan Marvel | - Kraina lodu II (wygrana) - Angry Birds - Lego: Przygoda 2 - Król lew - Sekretne życie zwierzaków domowych 2 - Toy Story 4 - Chris Pratt jako Emmet Brickowski i Rex Dangervest z filmu Lego: Przygoda 2 - Josh Gad jako Olaf z filmu Kraina lodu II oraz Chuck z filmu Angry Birds 2 (wygrana) - Kevin Hart jako Tuptuś z filmu Sekretne życie zwierzaków domowych 2 - Tom Hanks jako Chudy z filmu Toy Story 4 - Beyoncé jako Nala z filmu Król lew (wygrana) - Idina Menzel jako Elsa z filmu Kraina lodu II - Kristen Bell jako Anna z filmu Kraina lodu II - Tiffany Haddish jako Daisy z filmu Sekretne życie zwierzaków domowych 2 oraz Królowa Wisimi I’powiewa z filmu Lego: Przygoda 2 |

### Telewizja
| - Seria niefortunnych zdarzeń - Śmiechobeka - Obóz Kikiwaka - Niebezpieczny Henryk (wygrana) - Raven na chacie - Pełniejsza chata - Współczesna rodzina - Stranger Things - Teoria wielkiego podrywu - Flash - Chybić Farah - Power Rangers Beast Morphers - Młody Sheldon - Simpsonowie - Candace Cameron Bure jako D.J. Tanner-Fuller z serialu Pełniejsza chata - Ella Anderson jako Piper Hart z serialu Niebezpieczny Henryk - Millie Bobby Brown jako Eleven z serialu Stranger Things (wygrana) - Peyton List jako Emma Ross z serialu Obóz Kikiwaka - Raven-Symoné jako Raven Baxter z serialu Raven na chacie - Riele Downs jako Charlotte Page z serialu Niebezpieczny Henryk - Abraham Rodriguez jako Nate Silva / Złoty Ranger z serialu Power Rangers Beast Morphers - Caleb McLaughlin jako Lucas Sinclair z serialu Stranger Things - Jace Norman jako Henryk Hart / Niebezpieczny z serialu Niebezpieczny Henryk (wygrana) - Jim Parsons jako Sheldon Cooper z serialu Teoria wielkiego podrywu - Joshua Bassett jako Ricky Bowen z serialu High School Musical: The Musical: The Series - Karan Brar jako Ravi Ross z serialu Obóz Kikiwaka | - America’s Got Talent (wygrana) - American Ninja Warrior - America’s Funniest Home Videos - MasterChef Junior - The Masked Singer - The Voice - Ellen DeGeneres – Ellen’s Game of Games (wygrana) - John Cena – Are You Smarter than a 5th Grader? - Nick Cannon – The Masked Singer - Ryan Seacrest – American Idol - Terry Crews – America’s Got Talent - Tiffany Haddish – Kids Say the Darndest Things - Alvin i wiewiórki - SpongeBob Kanciastoporty (wygrana) - Młodzi Tytani: Akcja! - Niesamowity świat Gumballa - Harmidom |

### Muzyka
| - BTS (wygrana) - Fall Out Boy - Jonas Brothers - Maroon 5 - Panic! at the Disco - The Chainsmokers - Ed Sheeran - Justin Bieber - Lil Nas X - Marshmello - Post Malone - Shawn Mendes (wygrana) - Ariana Grande (wygrana) - Beyoncé - Billie Eilish - Katy Perry - Selena Gomez - Taylor Swift - „7 Rings” – Ariana Grande - „Bad Guy” – Billie Eilish (wygrana) - „Memories” – Maroon 5 - „Old Town Road” – Lil Nas X - „Sucker” – Jonas Brothers - „You Need to Calm Down” – Taylor Swift | - City Girls - DaBaby - Lewis Capaldi - Lil Nas X (wygrana) - Lizzo - Megan Thee Stallion - „10,000 Hours” – Justin Bieber z udziałem zespołu Dan + Shay - „I Don’t Care” – Ed Sheeran z udziałem Justina Biebera - „Me!” – Taylor Swift z udziałem Brendona Urie - „Old Town Road (Remix)” – Lil Nas X z udziałem Billy’ego Raya Cyrusa - „Señorita” – Shawn Mendes z udziałem Camili Cabello (wygrana) - „Sunflower” – Post Malone z udziałem Swae Lee - Asher Angel - Bianco Brown - Johnny Orlando - JoJo Siwa (wygrana) - Mackenzie Ziegler - Max & Harvey - BTS (Azja) - Dua Lipa (Wielka Brytania) - J Balvin (Ameryka Łacińska) - Rosalía (Europa) - Sho Madjozi (Afryka) - Taylor Swift (Ameryka Północna) (wygrana) - Tones and I (Australia) |

### Sport
| - Alex Morgan (wygrana) - Lindsey Vonn - Megan Rapinoe - Naomi Osaka - Serena Williams - Simone Biles | - Cristiano Ronaldo - LeBron James (wygrana) - Patrick Mahomes - Shaun White - Stephen Curry - Tom Brady |

### Pozostałe kategorie
| - Fortnite - Minecraft (wygrana) - Mario Kart Tour - Super Smash Bros. Ultimate - DanTDM - GamerGirl - Ninja - PrestonPlayz - SSSniperwolf (wygrana) | - Annie LeBlanc (wygrana) - Emma Chamberlain - Lilly Singh - Liza Koshy - Miranda Sings - Merrell Twins - Coyote Peterson - David Dobrik (wygrana) - Dolan Twins - Dude Perfect - MrBeast - Ryan’s World |